# مارتن جوزيف ويد
مارتن جوزيف ويد (بالإنجليزية: Martin Joseph Wade)‏ هو قاضي ومحامي وسياسي أمريكي، ولد في 20 أكتوبر 1861 في برلينغتون في الولايات المتحدة، وتوفي في 16 أبريل 1931 في لوس أنجلوس في الولايات المتحدة. حزبياً، نشط في الحزب الديمقراطي. وقد انتخب عضو مجلس النواب الأمريكي.